# Backfisch (Mädchen)
Backfisch ist eine – heute veraltete – Bezeichnung für heranwachsende Mädchen im Jugendlichenalter.

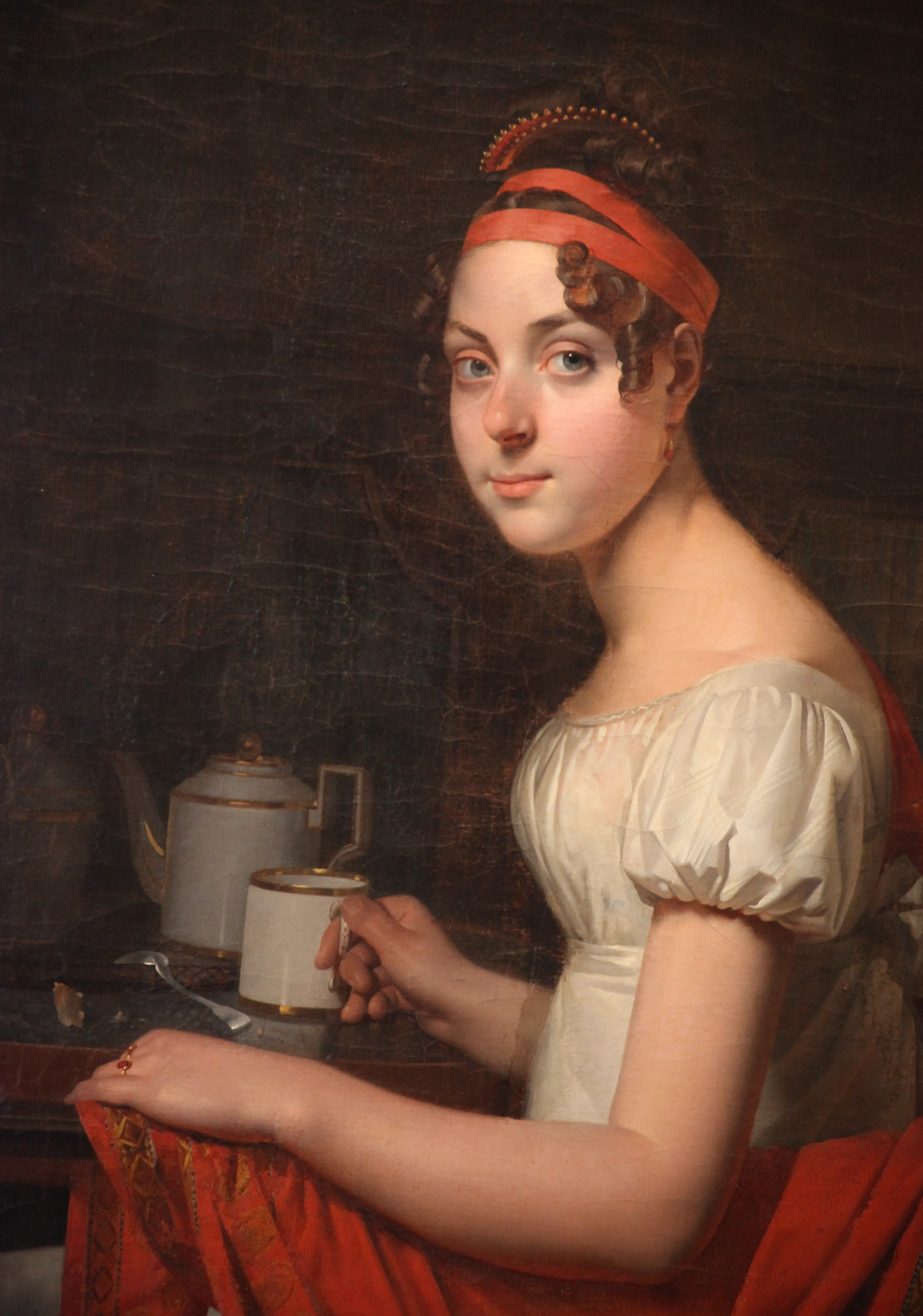
Die Tochter des Malers Martin Drölling kurz nach ihrem 15. Geburtstag im Jahr 1812

## Etymologie
Johann Christoph Adelung schreibt Ende des 18. Jahrhunderts in seinem Grammatisch-kritischen Wörterbuch der Hochdeutschen Mundart: „Im Scherze nennt man in Niedersachsen ein junges, zum Heirathen noch nicht tüchtiges Mädchen einen Backfisch.“
Nach Friedrich Kluge, der 1895 ein Wörterbuch der deutschen Studentensprache veröffentlichte, stammt das Wort aus der Studentensprache und ist aus dieser in den allgemeinen Sprachschatz übergegangen. Er ist schon für das 16. Jahrhundert als Scherzübersetzung von „Baccalaureus“, d. h. für einen, der den untersten akademischen Grad erlangt hat, als akademisch bezeugt und erscheint auch so in den »Facetiae facetiarum« (1645): »Baccalaurei … et infimum tenent gradum, vulgo Backfisch, Larissen, Plateisen, Speckerbes, Stautzenfresser.« Wahrscheinlich wurde das Wort in Studentenkreisen später ganz auf Mädchen umgemünzt. Der gleichen Etymologie des baccalaureus soll auch entstammen, dass man beim Abschluss einer Lehre oder eines Studiums „frisch gebacken“ sei.
Es gibt weitere gängige, allerdings volksetymologische Erklärungen für die Bezeichnung: es handle sich um einen „noch nicht voll ausgewachsenen“ Fisch, der als eine Bezeichnung auf junge Mädchen übertragen werde, ähnlich wie das Wort „Frischling“. Der Wortbestandteil Back- wird dabei verschieden gedeutet.
- Er bezeichne junge Fische, die nicht zum Kochen oder Braten taugten. Diese seien dann, etwa im Teigmantel, gebacken worden.[5][8][9][10]
- Das Wort stamme aus dem englischen Anglerjargon, wo mit backfish ein Fisch bezeichnet werde, der noch nicht groß genug ist, um gegessen zu werden, und deswegen wieder ins Wasser zurück (back) geworfen werde. Englische Wörterbücher kennen das Wort jedoch lediglich in Ableitung aus dem Deutschen für junge Mädchen, nicht in der Bedeutung des Beifangs.[5][6][7][9]
- Das Wort stamme aus der Seefahrtssprache. Nach dem Einholen der Netze seien zu kleine Fische über die Back oder über Backbord wieder ins Meer zurückgeworfen worden.[10][11][12] Dies erscheint jedoch wenig plausibel, da man auf See Dinge bevorzugt auf der jeweils windabgewandten und nicht auf einer fest bestimmten Seite über Bord wirft.

Hermann Schrader (1815–1902) diskutierte in seinem Werk „Bilderschmuck der deutschen Sprache“ alle diese Erklärungsmodelle sowie zudem einen verballhornten Bachfisch, der so klein sei, dass er noch in Quellgewässern schwimme. Diese erste sowie die Deutungen der zurückgeworfenen Fische (englisches back oder seemännisches Back) verwarf Schrader als geschmacklos und unnatürlich und erklärte die Deutung des gebackenen Fischs zur vermeintlich richtigen, wobei er auch die Redensart „nicht Fleisch, nicht Fisch“ heranzog. Erneut aufgegriffen und verbreitet wurde die Deutung aus der Seemannssprache 2001 von Wolfgang Werner Sauer und Walter Krämer, die ein Lexikon der Sprachirrtümer herausgaben. Verworfen wurde auch hier die These aus dem englischen Sprachraum, da der Ausdruck zu einer Zeit entstanden sei, in der Englisch weniger verbreitet gewesen sei als heute.

## Geschichte der Verwendung
„Backfisch“ war schon im 18. Jahrhundert geläufig, u. a. bei Goethe:

„Götz: Das Gescheitste war, dass ihr euern Zwist so glücklich und fröhlich durch eine Heirat endigt.

Brautvater: Besser, als ich mir’s hätte träumen lassen. In Ruh und Fried mit meinem Nachbar, und eine Tochter wohl versorgt dazu!

Bräutigam: Und ich im Besitz des strittigen Stücks, und drüber den hübschsten Backfisch im ganzen Dorf.“

In Worms wurde 1933 das Wormser Backfischfest eingeführt, bei dem Fische im Vordergrund stehen, jedoch bewusst mit der Doppeldeutigkeit der Bezeichnung gespielt wird.
In den 1950er Jahren standen die Backfische den Halbstarken gegenüber, die in der Erwachsenenwelt provozieren wollten. Nur wenige Mädchen waren Halbstarke, die Mädchenwelt war mehr eine „Kultur der vier Wände“, die sich in den Wohnräumen der Jugendlichen fand, und befasste sich mit Mode, Musik (Schlager, zunehmend amerikanisiert) und Zeitschriften wie Bravo.
Analog dazu hießen Mädchenbücher früher auch „Backfischromane“, zum Beispiel Der Trotzkopf. In solchen Romanen werden die sogenannten Backfischjahre, also die weiblichen Entwicklungsjahre, beschrieben.
Durch Sprichwörter wird der Beginn des Backfisch-Alters recht präzise festgelegt. Eine gängige Variante wurde von Else Ury aufgegriffen, als sie den Backfischroman „vierzehn Jahr und sieben Wochen“ schrieb. (Als Redewendung dazu: „Mit vierzehn Jahr’n und sieben Wochen ist der Backfisch ausgekrochen.“) Andere Quellen sprechen von „dreizehn Jahren und zwei Wochen“. Mitte des 19. Jahrhunderts gab ein Lexikon die Altersspanne mit 12–15 Jahren an.
Die Bezeichnung von jungen Mädchen als Backfisch verschwand bis zum Ende des 20. Jahrhunderts weitgehend aus der Umgangssprache.